# برود (دهانه)
برود یک دهانه برخوردی در ماه است.